# بییالوئنگا د لا ساگرا
بییالوئنگا د لا ساگرا (به اسپانیایی: Villaluenga de la Sagra) یک شهرستان در اسپانیا است که در استان تولدو واقع شده‌است.

## خصوصیات
بییالوئنگا د لا ساگرا ۲۷ کیلومترمربع مساحت و ۳٬۲۱۶ نفر جمعیت دارد و ۵۲۰ متر بالاتر از سطح دریا واقع شده‌است.